# Kraljeva Velika
Kraljeva Velika ist ein kleines Dorf mit einigen hundert Einwohnern in der Nähe von Lipovljani in Westslawonien (Mittelkroatien).

## Geographie
Kraljeva Velika liegt in der Nähe der Saveautobahn, die von Zagreb nach Belgrad führt. Nicht weit entfernt liegt der Naturpark Lonjsko polje. In der Region befinden sich ferner ergiebige Fischteiche.
Nächstgelegene Städte sind das 9 km entfernte Novska und das 17 km entfernt liegende Kutina.

## Geschichte
Die erste Erwähnung findet die Burg unter dem Burgherrn Petar Veliković im Jahr 1237 und im Jahr 1334 in Bezug auf die Kirche des Hl. Mihovila in Velica bzw. Velica Regalis. Burgherr im Jahr 1480 ist der Ban Ladislav von Egervara.
Ende des 15. Jahrhunderts sind die Besitzer die Adelsfamilie Kanižaji und danach die Bane Franjo Berislavić Grabarski, Ivan Banića (Banffyja), Petar Berislavić und wieder Ivan Banića. Christoph Frankopan nutzte Kraljeva Velika wohl auch als seine Basis für Kriege. Erst nach dessen Tod konnte Ivan Banića die Burg wieder zurückerobern.
Die strategische Bedeutung stieg im Jahre 1537, als Požega an die Türken fiel. Aufgrund laufender Übergriffe des osmanischen Heeres flüchteten nahezu alle ansässigen Bauern nach Ungarn. Für diese Zeit und trotz der langen Kriegsjahre geht man hier von einem dichtbesiedelten Gebiet mit 10.000 bis 12.000 Menschen aus.
Bis 1544 lag die Militärgrenze des Osmanischen Reiches bei Kraljeva Velika. In diesem Jahr haben die Osmanen die Feste eingenommen.
Während in der Zeit des Kroatienkrieges weite Teile Westslawoniens Teil der Republik Serbische Krajina waren, war Kraljeva Velika durchgehend unter kroatischer Kontrolle.